# Église paroissiale Notre-Dame de Bon Secours
L'Église paroissiale Notre-Dame de Bon Secours (en hongrois : Mindenkor Segítő Szűz Mária plébániatemplom) ou église de la nationalité polonaise (Lengyel nemzetiségi templom) est une église catholique de Budapest, située dans le 10e arrondissement.